# Aleja Piastów w Szczecinie
Piastów – aleja w Szczecinie, położona na obszarze trzech osiedli: Turzyn, Śródmieście-Zachód oraz Nowe Miasto. Administracyjnie należy do dzielnicy Śródmieście. Przedwojenna nazwa alei brzmiała Barnimstraße (ulica Barnima). Na odcinku plac Szyrockiego – ulica Narutowicza stanowi fragment drogi krajowej nr 13. Przebieg ulicy został ustalony w 1882 roku.

## Przebieg
Aleja Piastów rozpoczyna swój bieg od placu Szarych Szeregów. Następnie krzyżuje się z ulicą Jagiellońską, ks. Piotra Ściegiennego, Bohaterów Getta Warszawskiego, Jana Karola Chodkiewicza i Andrzeja Małkowskiego. Przecina plac Kościuszki, za którym krzyżuje się z ulicą Władysława Łokietka, Kazimierza Pułaskiego i Władysława Jagiełły, Mariana Langiewicza, Augustyna Kordeckiego, Gabriela Narutowicza, Ku Słońcu, Szwoleżerów i gen. Józefa Sowińskiego. Kończy swój bieg na placu prof. Jana Szyrockiego; jej przedłużeniem jest ulica Mieszka I.

## Zabudowa
Przed 1945 aleja Piastów zabudowana była w większości zwartą zabudową kamieniczną pochodzącą z końca XIX wieku oraz kilkoma gmachami oświaty. Działania wojenne w czasie II wojny światowej spowodowały nieznaczne zniszczenia zabudowań – większość przedwojennych budynków istnieje do dziś. W 1945 w dawnym budynku gimnazjum męskiego otwarte zostało I Liceum Ogólnokształcące – pierwsza po wojnie placówka oświatowa na obszarze ziem odzyskanych. W okresie powojennym wzniesiony został budynek jednostek międzywydziałowych Politechniki Szczecińskiej (obecnie Zachodniopomorski Uniwersytet Technologiczny). W latach 2011–2013 na narożniku z ul. Mariana Langiewicza wzniesiony został nowoczesny gmach Centrum Dydaktyczno-Badawczego ZUT, natomiast od 2011 na narożniku z pl. Jana Szyrockiego wznoszony jest kompleks biurowców Piastów Office Center.
Współcześnie przy ulicy mieszczą się:
- Szkoła Podstawowa nr 1 im. Bolesława Chrobrego (Piastów 7)
- I Liceum Ogólnokształcące w Szczecinie (Piastów 12)
- Rektorat ZUT (al.Piastów 17)
- Wydział Inżynierii Mechanicznej i Mechatroniki ZUT (Piastów 19)
- Wydział Humanistyczny US (Piastów 40B)
- Wydział Technologii i Inżynierii Chemicznej ZUT (Piastów 42)
- Wydział Architektury ZUT (Piastów 50A)
- Budynek Jednostek Międzywydziałowych ZUT
- Centrum Dydaktyczno-Badawcze Nanotechnologii ZUT (Piastów 45)
- Piastów Office Center (Piastów 30)

## Transport
Na alei Piastów położone jest dwutorowe torowisko tramwajowe, z którego w stałej organizacji ruchu korzystają tramwaje linii 4, 5, 11 i 12. W 2014 roku torowisko zostało gruntownie zmodernizowane – wymieniono szyny i podkłady, zamontowano nową sieć trakcyjną, słupy trakcyjne, wyremontowano przystanki. Po raz pierwszy w Szczecinie zastosowano wówczas technologię zielonego torowiska. Poza tym ulica obsługiwana jest przez sieć autobusową – przebiegają tędy linie 61, 61BIS, 62, 81 i 83.

## Galeria

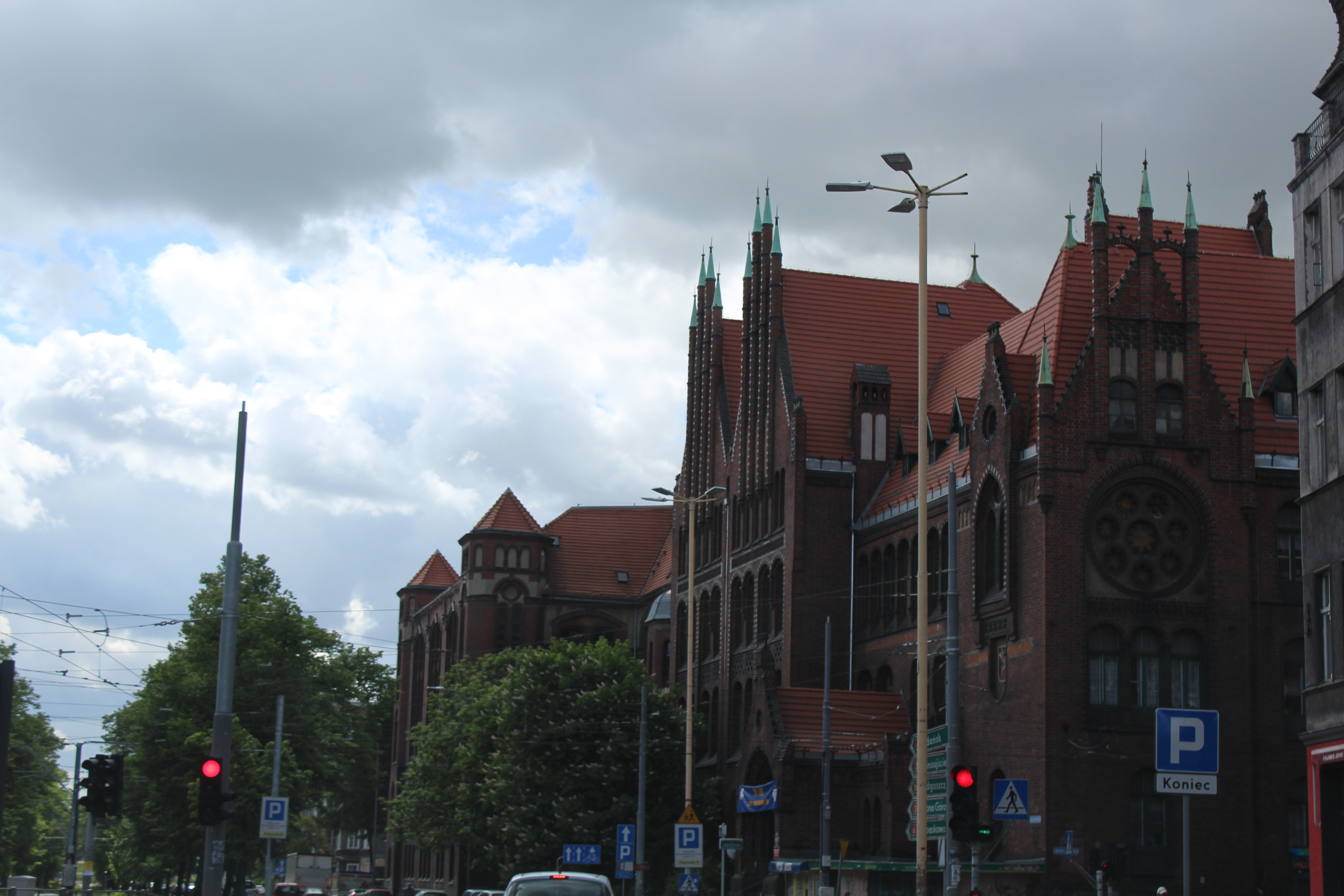
Gmach SP nr 1
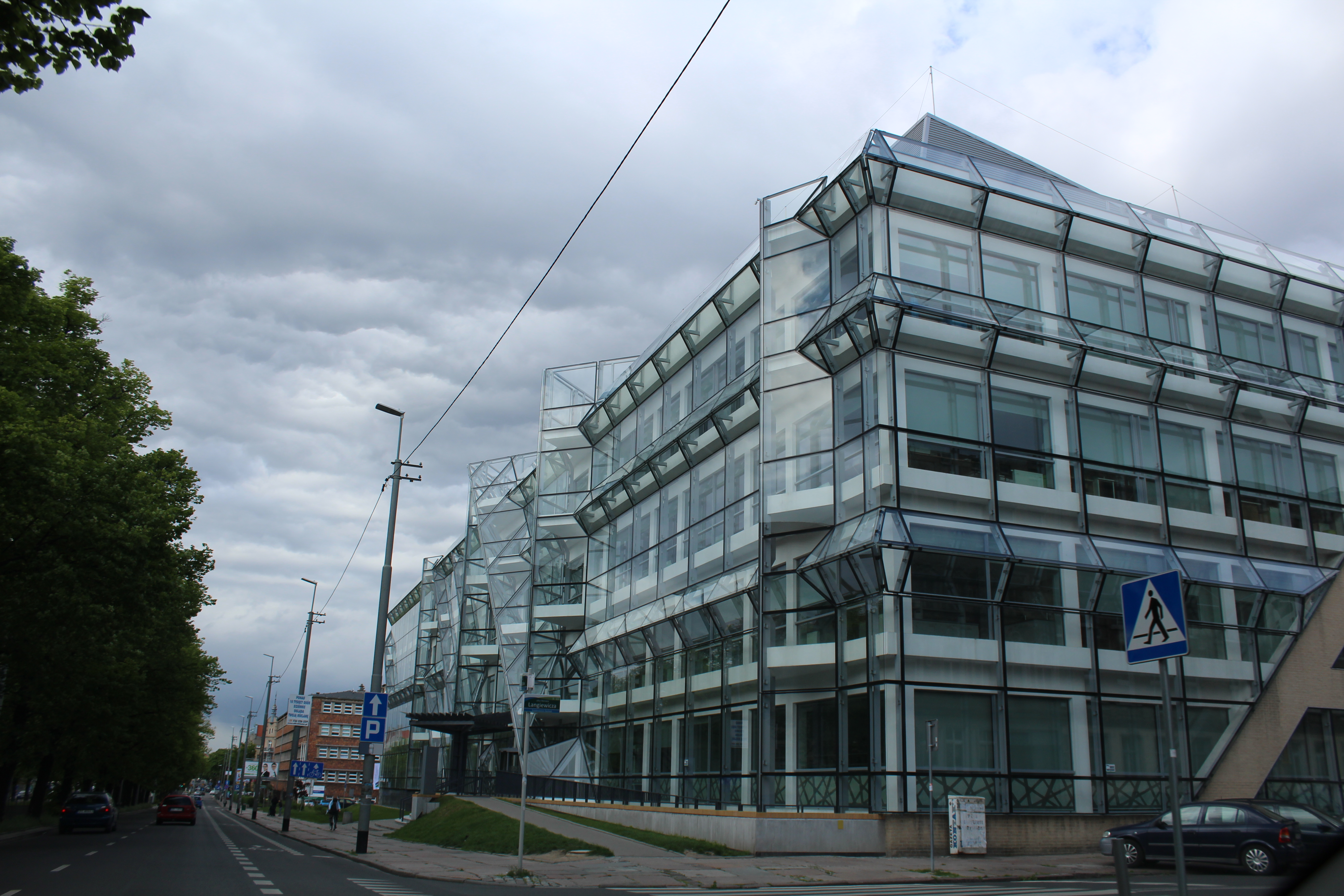
Centrum Dydaktyczno-Badawcze ZUT
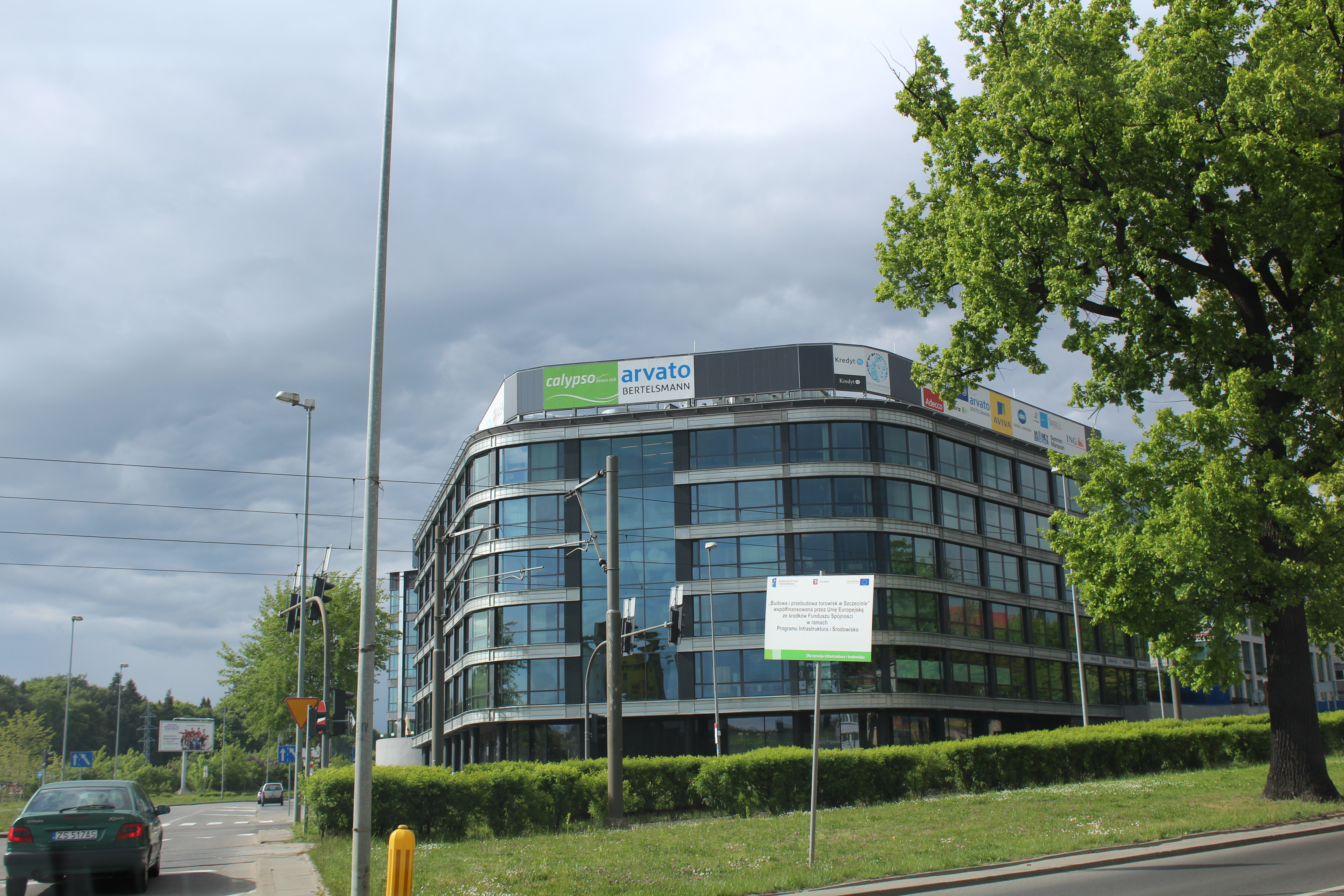
Piastów Office Center
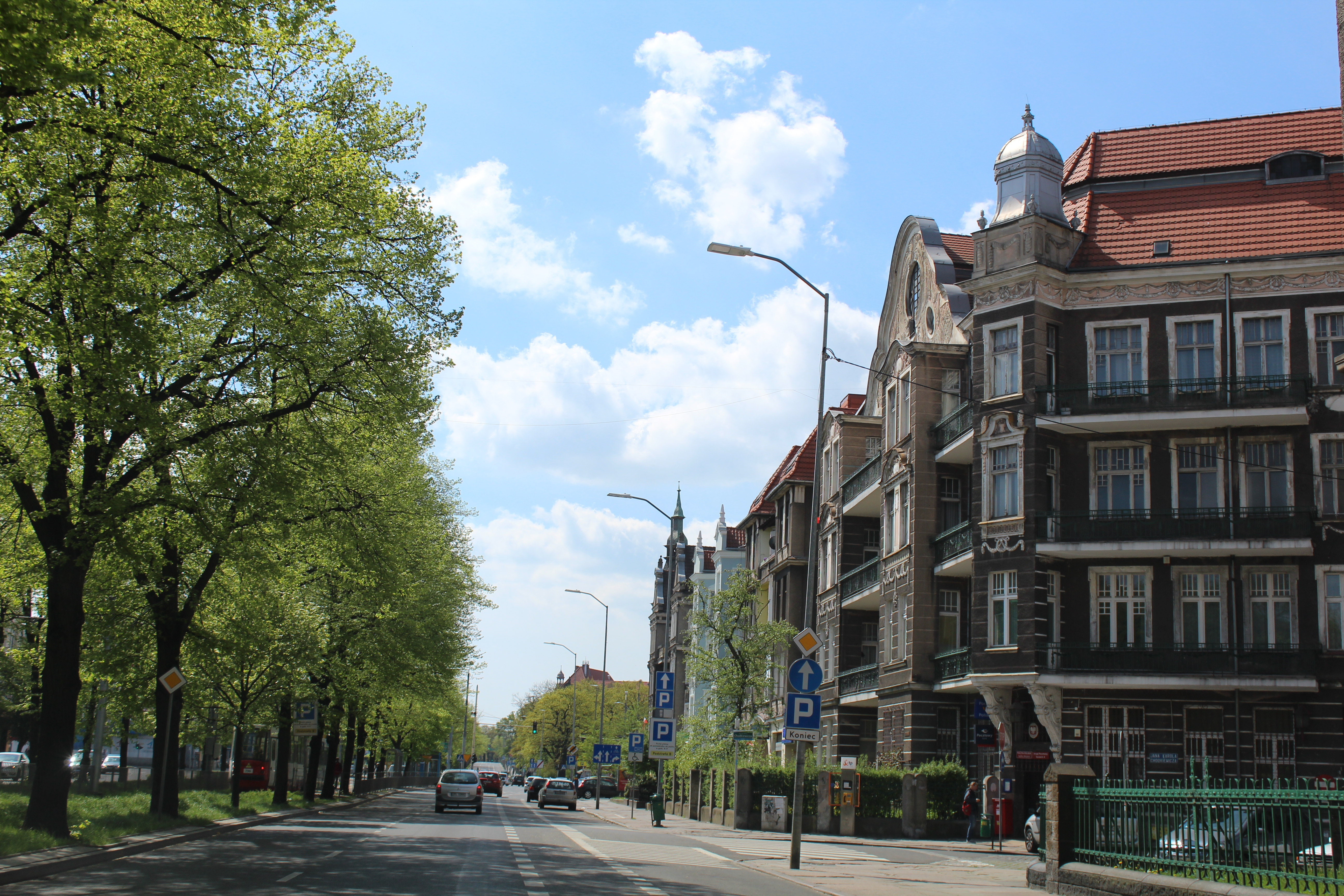
Aleja Piastów w kierunku pl.Kościuszki
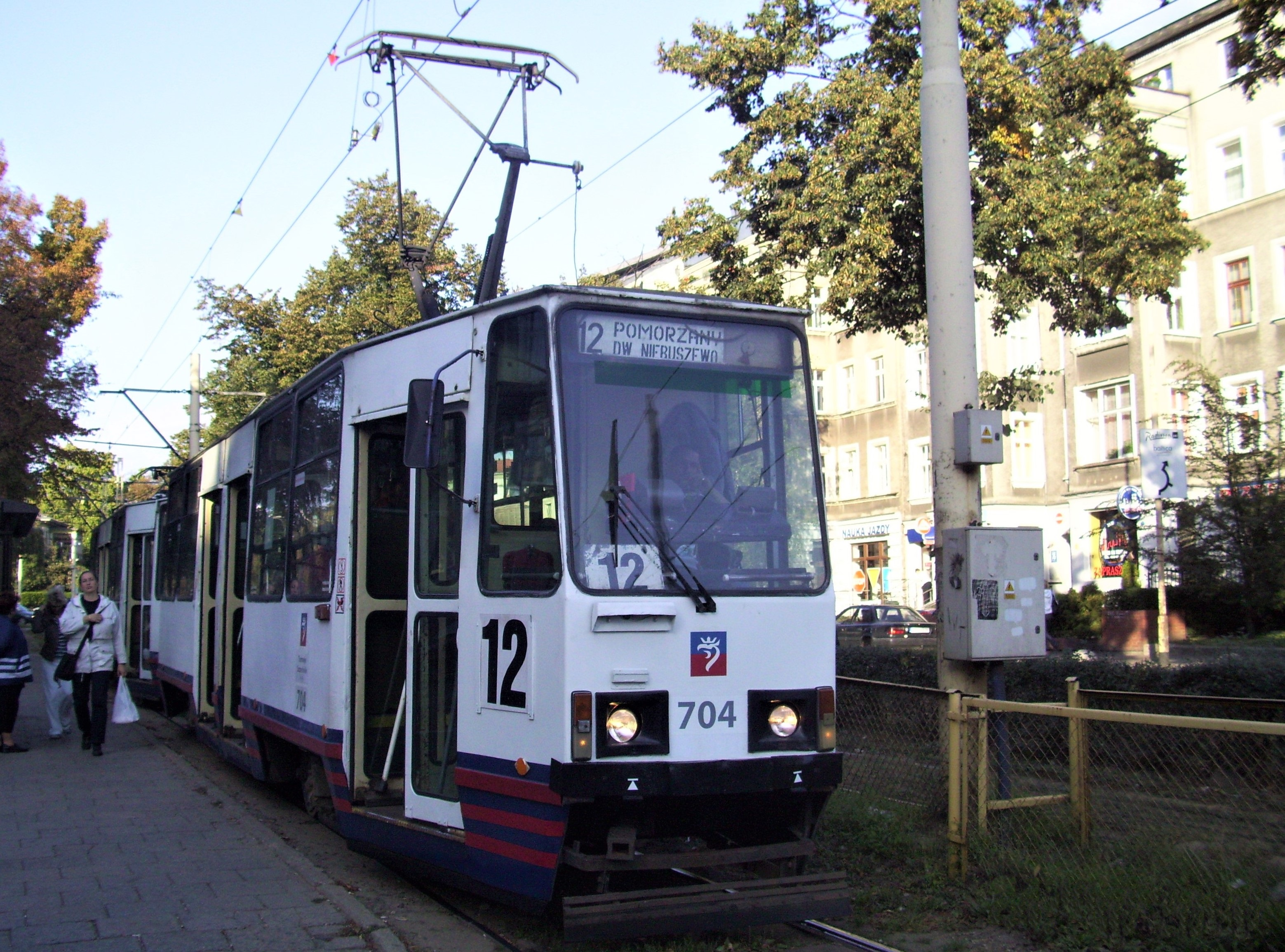
Tramwaje typu Konstal 105Na na przystanku tramwajowym w alei Piastów, 2010 r.
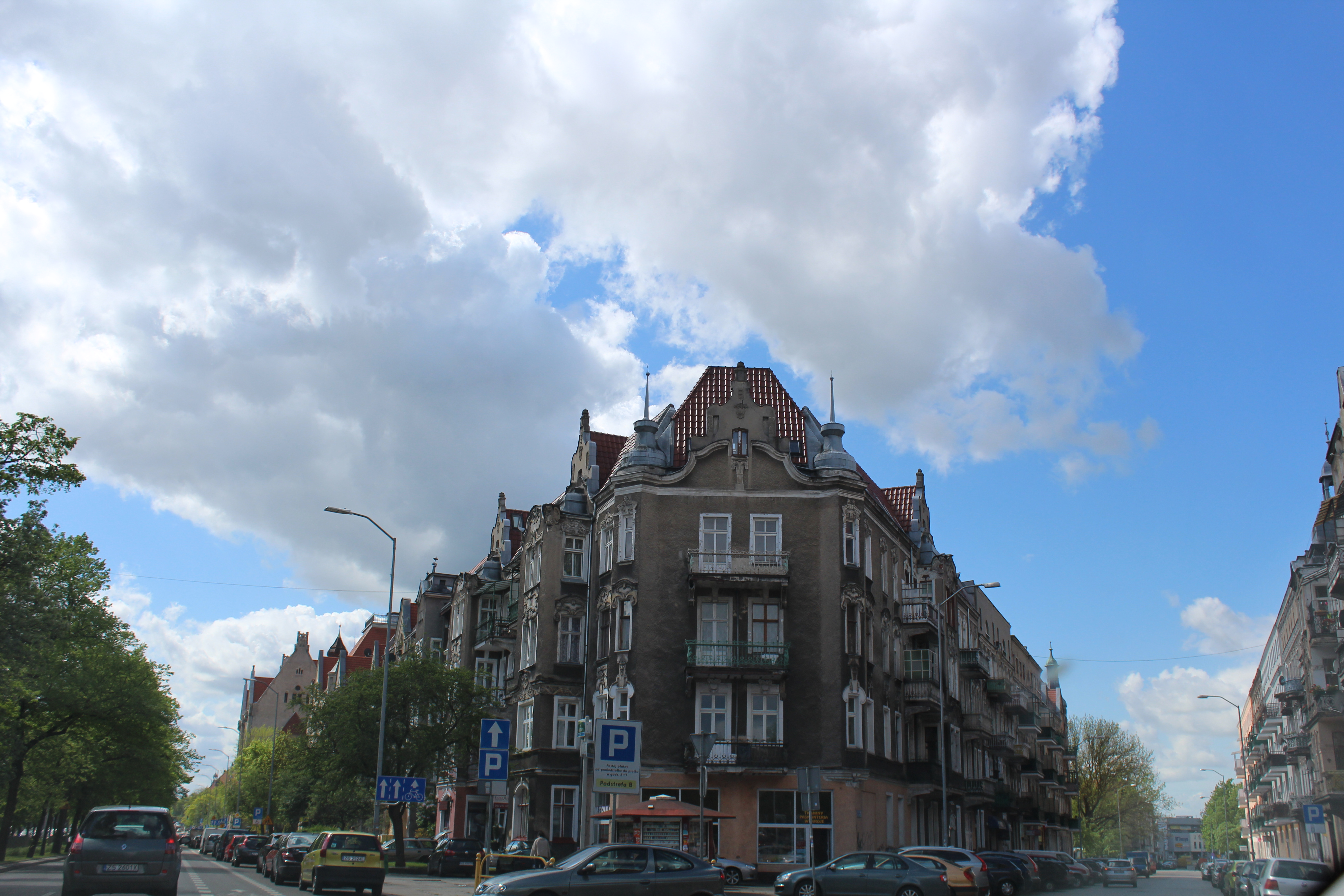
Zabudowa na narożniku z ul.Ściegiennego i Żółkiewksiego
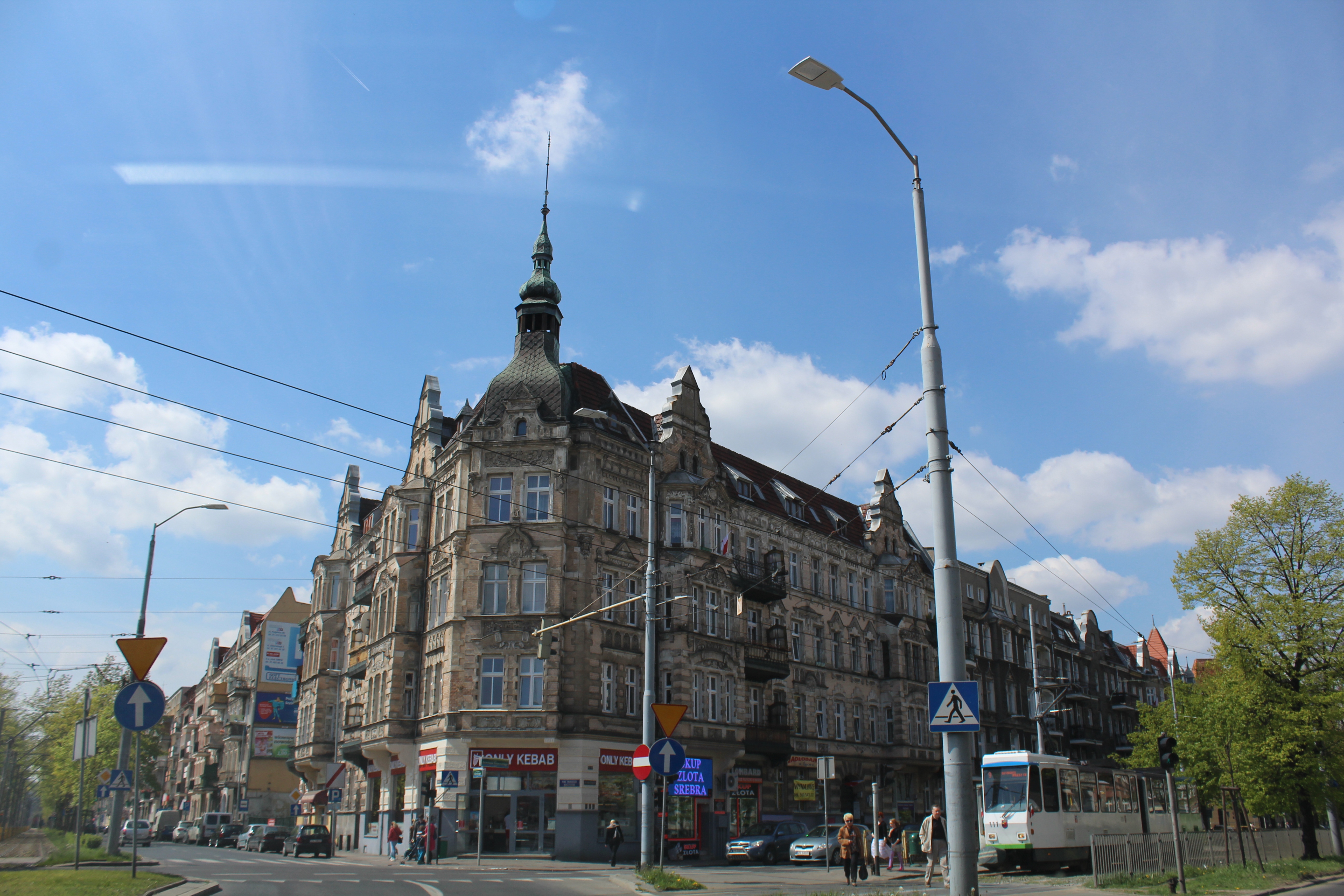
Narożnik z pl.Kościuszki
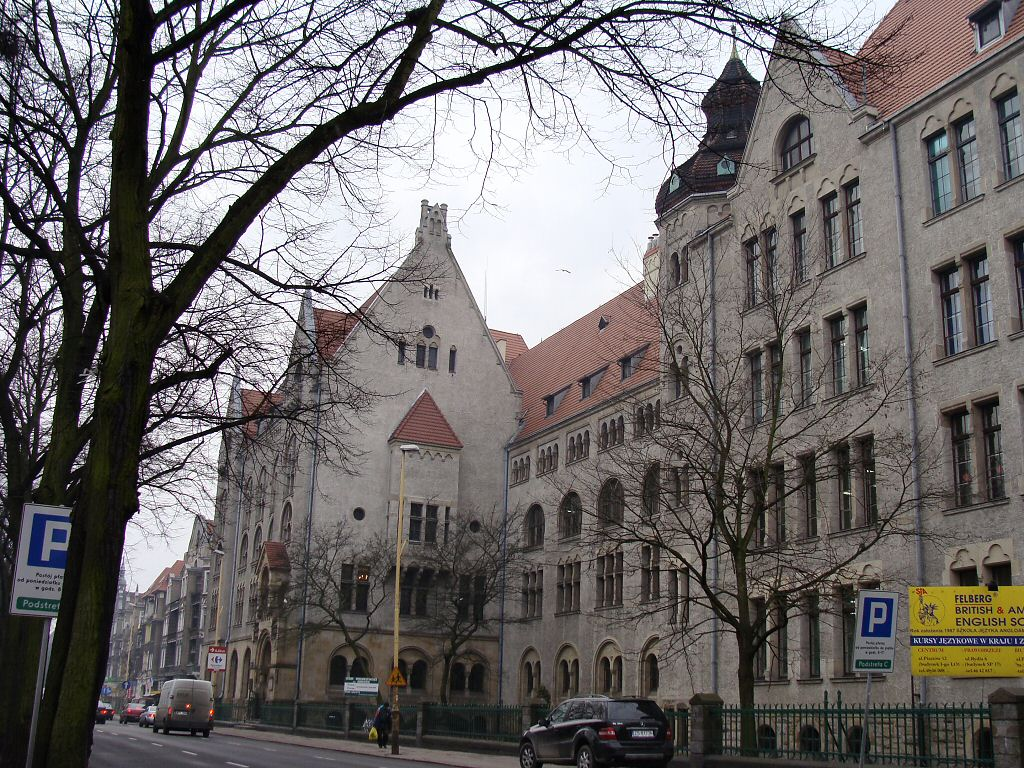
Zabytkowy budynek I LO
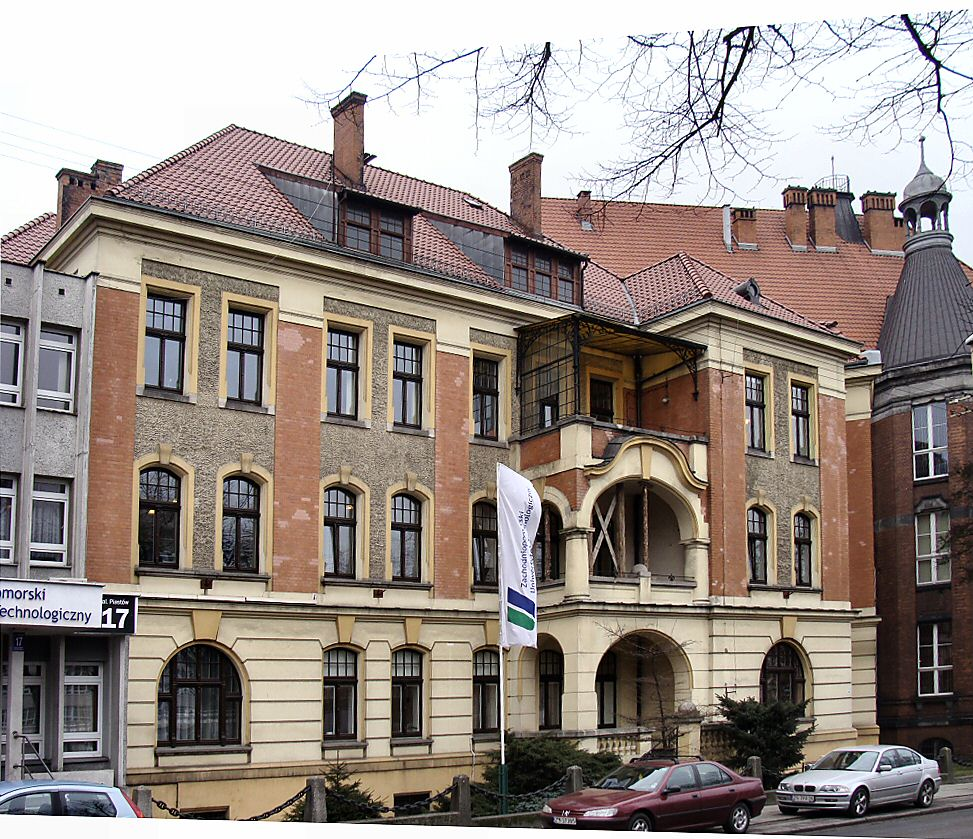
Zabytkowy budynek rektoratu ZUT